# Marismas de Pinsk
Las marismas o pantanos de Pinsk (en bielorruso: Пінскія балоты, Pinskiya baloty , también Прыпяцкія балоты, Prypiackija baloty), marismas del Prípiat o pantanos Rokitno, son una extensa región natural de humedales de Europa oriental, localizados a lo largo del río Prípiat y sus tributarios. Se extiende desde las ciudades bielorrusas de Brest, en el oeste, y Mogilev, en el noreste, hasta la ucraniana Kiev, en el sureste.
Los pantanos de Pinsk en su mayoría se encuentran dentro de las tierras bajas de Polesia y ocupan la mayor parte de la zona sur de Bielorrusia y del noroeste de Ucrania. Cubren aproximadamente 98 400 km² que rodean el cauce del Prípiat en ambas márgenes, son el humedal más grande de Europa. Densos bosques se alternan con numerosos pantanos, páramos, lagunas y arroyos que se extienden una longitud de 480 km, de oeste a este, y 225 km de norte a sur.
Llevan el nombre de la ciudad de Pinsk y se extienden alrededor del curso del río Prípiat y sus afluentes —Horyn, Pina, Ubort, Stochid y Turija— y los tramos inferiores del Styr en el sur Polesia. Las principales ciudades son, además de Pinsk, Mózyr, Prípiat, Rokytne y Chernobyl.